# فرودگاه کایانی
فرودگاه کایانی (به انگلیسی: Kajaani Airport) (به زبان بومی: Kajaanin lentoasema) یک فرودگاه همگانی مسافربری با کد یاتا KAJ است که یک باند فرود آسفالت دارد و طول باند آن ۲۴۹۹ متر است. این فرودگاه در کشور فنلاند قرار دارد و در ارتفاع ۱۴۷ متری از سطح دریا واقع شده است.

## شرکت‌های هواپیمایی و مقصدهای پروازی
| شرکت‌های هواپیمایی       | مقصدهای پروازی    |
| ----------------------- | ----------------- |
| نوردیک رجیونال ایرلاینز | هلسینکی، یواسکیلا |